# خون عرق و اشک
«خون عرق و اشک» (به انگلیسی: Blood Sweat & Tears) ترانه‌ای در دو زبان کره‌ای و ژاپنی، از گروه پسرانهٔ کره‌ای بی‌تی‌اس است. این ترانه توسط «هیت‌من» بنگ، کیم دو-هون، آراِم، شوگا، جی-هوپ و پی‌داگ نوشته شده و تهیه‌کنندهٔ آن پی‌داگ است. نسخهٔ کره‌ای در ۱۰ اکتبر ۲۰۱۶، به‌عنوان تک‌آهنگ آغازین دومین آلبوم استودیویی گروه، بال‌ها (۲۰۱۶)، توسط بیگ هیت اینترتینمنت منتشر شد. نسخهٔ ژاپنی ترانه در ۱۰ مهٔ ۲۰۱۷، توسط یونیورسال میوزیک ژاپن، در قالب آلبوم تک‌آهنگ منتشر شد و بی-ساید آن نسخه‌های ژاپنی دو ترانهٔ «روز بهاری» و «امروز نه» بود. «خون عرق و اشک» ترانه‌ای در سبک مومباتان، ترپ، تراپیکال هاوس، با الهام از دنس‌هال و رگاتون است و شعر آن به درد ناشی از عشقی اعتیادآور می‌پردازد.
این ترانه به‌خاطر تهیه‌کنندگی، صدایی نو و خوانندگی بی‌تی‌اس، در مجموع نقدهای مثبتی را از منتقدین موسیقی دریافت کرد. «خون عرق و اشک» نامزد جایزهٔ ترانهٔ سال از مراسم جوایز موسیقی آسیایی ام‌نت ۲۰۱۶ شد و در فهرست‌های بهترین ترانه‌های کی-پاپ دههٔ بیلبورد و جی‌کیو قرار گرفت. از نظر تجاری، نسخهٔ کره‌ای آن پس از انتشار، در شمارهٔ یک جدول دیجیتال گائون کرهٔ جنوبی قرار گرفت و نخستین شمارهٔ یک بی‌تی‌اس در این جدول بود. تا مهٔ ۲۰۱۹، بیش از ۲٫۵ میلیون کپی از این ترانه در کرهٔ جنوبی به فروش رسید. نسخهٔ ژاپنی، در جدول تک‌آهنگ‌های اوریکون اول شد و به بیست و دومین تک‌آهنگ پرفروش سال ۲۰۱۷ در ژاپن تبدیل شد. این ترانه با فروش ۲۵۰٬۰۰۰ کپی در ژاپن، گواهی‌نامهٔ پلاتین را از انجمن صنعت ضبط ژاپن (آرآی‌ای‌جی) دریافت کرد.
دو موزیک ویدئو برای «خون عرق و اشک» فیلم‌برداری شد؛ یک موزیک ویدئو برای نسخهٔ کره‌ای و دیگری برای نسخهٔ ژاپنی. موزیک ویدئوی اول توسط یونگ‌سوک چوی کارگردانی شد و در ۱۰ اکتبر ۲۰۱۶، در کانال یوتیوب بیگ هیت منتشر شد. این موزیک ویدئو با الهام از رمان تربیتی هرمان هسه، دمیان (۱۹۹۱) ساخته شد و ویدئویی بسیار نمادین بود. این موزیک ویدئو برندهٔ جایزهٔ بهترین موزیک ویدئو در مراسم جوایز موسیقی سئول ۲۰۱۷ شد. دومین موزیک ویدئو، حاوی روان‌گردان و رنگ‌های نئون بود و در ۱۰ مهٔ ۲۰۱۷، در کانال یوتیوب یونیورسال ژاپن بارگذاری شد. بی‌تی‌اس این ترانه را در چندین برنامهٔ موسیقی کره‌ای از جمله ام کانت‌داون، بانک موسیقی و اینکیگایو اجرا کرد. این ترانه همچنین جزو فهرست ترانه‌های اجراشده در دومین تور کنسرت جهانی گروه، تور بال‌ها (۲۰۱۷) بود.

## عملکرد تجاری
«خون عرق و اشک» در کرهٔ جنوبی، از نظر تجاری موفق بود. این ترانه پس از انتشار، در جایگاه اول جدول دیجیتال گائون (تاریخ ۱۵–۹ اکتبر ۲۰۱۶) قرار گرفت و به نخستین شمارهٔ یک بی‌تی‌اس در کشور تبدیل شد. همچنین با فروش ۱۹۸٫۹۸۷ واحد دیجیتال در هفتهٔ اول انتشارش، در جدول دانلود ترکیبی اول شد. «خون عرق و اشک» با احتساب فروش‌های دیجیتال، استریم‌ها و دانلودهای موسیقی زمینه (قطعهٔ اینسترومنتال)، ششمین ترانهٔ پرفروش جدول دیجیتال ماهانهٔ گائون در اکتبر ۲۰۱۶ بود. تا مهٔ ۲۰۱۹، بیش از ۲٫۵ میلیون کپی دیجیتال از این ترانه در کرهٔ جنوبی به فروش رسید. «خون عرق و اشک» در جدول ترانه‌های دیجیتال ملل بیلبورد ایالات متحده (هفتهٔ ۲۹ اکتبر ۲۰۱۶) اول شد و دومین شمارهٔ یک گروه در این جدول، پس از «آتش» (۲۰۱۶) بود. بی‌تی‌اس در کانادا، سومین هنرمند کره‌ای بود که وارد ۱۰۰ تک‌آهنگ داغ کانادا شد و در جایگاه ۸۶ (بالاترین جایگاه تا آن زمان توسط یک گروه کی-پاپ) قرار گرفت.
به‌دنبال انتشار «خون عرق و اشک» در قالب یک آلبوم تک‌آهنگ در ژاپن، این آلبوم تک‌آهنگ با فروش ۱۴۱٬۲۴۳ کپی در روز اول انتشار، در صدر جدول تک‌آهنگ‌های روزانهٔ اوریکون قرار گرفت. این تک‌آهنگ در جدول تک‌آهنگ‌های هفتگی اوریکون (تاریخ ۱۴–۸ مهٔ ۲۰۱۷) اول شد و دومین تک‌آهنگ شمارهٔ یک بی‌تی‌اس در این جدول بود. این آلبوم تک‌آهنگ در هفتهٔ اول انتشار، ۲۳۸٬۷۹۵ کپی فروخت و بی‌تی‌اس سریع‌ترین هنرمند خارجی بود که در یک هفته، بیش از ۲۰۰٬۰۰۰ کپی فروش داشت. ۲۷۳٬۰۰۰ کپی از «خون عرق و اشک» در مهٔ ۲۰۱۷ به فروش رسید و رکورد فروش آلبوم تک‌آهنگ ژاپنی پیشین گروه، «بدو» (۲۰۱۶) را شکست. این ترانه در جدول انتهای سال، به‌عنوان بیست و دومین تک‌آهنگ پرفروش ۲۰۱۷ ژاپن رده‌بندی شد. همچنین دومین تک‌آهنگ از یک هنرمند کره‌ای در این کشور بود که بالاترین رتبه را در جداول داشت؛ نخستین تک‌آهنگ، هشتمین تک‌آهنگ ژاپنی بی‌تی‌اس «مایک دراپ/ دی‌ان‌ای/ برف بلوری» (۲۰۱۷) بود که در رتبهٔ ۱۳ قرار گرفته‌بود. «خون عرق و اشک» همچنین با فروش ۳۱۰٬۲۷۶ کپی، در جدول ۱۰۰ آهنگ داغ بیلبورد ژاپن (تاریخ ۲۲ مهٔ ۲۰۱۷) اول شد. این تک‌آهنگ در فوریهٔ ۲۰۱۸، به‌خاطر فروش ۲۵۰٬۰۰۰ کپی در ژاپن، گواهی‌نامهٔ پلاتین را از انجمن صنعت ضبط ژاپن (آرآی‌ای‌جی) دریافت کرد.

## فهرست قطعات
| دانلود دیجیتال / استریم – نسخهٔ کره‌ای | دانلود دیجیتال / استریم – نسخهٔ کره‌ای | دانلود دیجیتال / استریم – نسخهٔ کره‌ای |
| شماره                                | نام                                  | مدت                                  |
| ------------------------------------ | ------------------------------------ | ------------------------------------ |
| ۱.                                   | «خون عرق و اشک»                      | ۳:۳۷                                 |

| دانلود دیجیتال / نسخهٔ سی‌دی معمولی – نسخهٔ ژاپنی | دانلود دیجیتال / نسخهٔ سی‌دی معمولی – نسخهٔ ژاپنی | دانلود دیجیتال / نسخهٔ سی‌دی معمولی – نسخهٔ ژاپنی |
| شماره                                          | نام                                            | مدت                                            |
| ---------------------------------------------- | ---------------------------------------------- | ---------------------------------------------- |
| ۱.                                             | «خون، عرق، اشک»                                | ۳:۳۵                                           |
| ۲.                                             | «امروز نه»                                     | ۳:۵۲                                           |
| ۳.                                             | «روز بهاری»                                    | ۴:۳۴                                           |
| مجموع مدت:                                     | مجموع مدت:                                     | ۱۲:۰۱                                          |

| نسخهٔ محدود ای (سی‌دی + دی‌وی‌دی) – نسخهٔ ژاپنی | نسخهٔ محدود ای (سی‌دی + دی‌وی‌دی) – نسخهٔ ژاپنی | نسخهٔ محدود ای (سی‌دی + دی‌وی‌دی) – نسخهٔ ژاپنی |
| شماره                                      | نام                                        | مدت                                        |
| ------------------------------------------ | ------------------------------------------ | ------------------------------------------ |
| ۱.                                         | «خون، عرق، اشک»                            | ۳:۳۵                                       |
| ۲.                                         | «امروز نه»                                 | ۳:۵۲                                       |
| ۳.                                         | «خون عرق و اشک» (موزیک ویدئو)              | nil                                        |
| ۴.                                         | «خون، عرق، اشک» (موزیک ویدئو)              | nil                                        |

| نسخهٔ محدود بی (سی‌دی + دی‌وی‌دی) – نسخهٔ ژاپنی | نسخهٔ محدود بی (سی‌دی + دی‌وی‌دی) – نسخهٔ ژاپنی | نسخهٔ محدود بی (سی‌دی + دی‌وی‌دی) – نسخهٔ ژاپنی |
| شماره                                      | نام                                        | مدت                                        |
| ------------------------------------------ | ------------------------------------------ | ------------------------------------------ |
| ۱.                                         | «خون، عرق، اشک»                            | ۳:۳۵                                       |
| ۲.                                         | «امروز نه»                                 | ۳:۵۲                                       |
| ۳.                                         | «خون، عرق، اشک» (پشت‌صحنهٔ موزیک ویدئو)      | nil                                        |
| ۴.                                         | «خون، عرق، اشک» (پشت‌صحنهٔ عکس‌برداری)        | nil                                        |

| نسخهٔ محدود سی (سی‌دی + کتابچه) – نسخهٔ ژاپنی | نسخهٔ محدود سی (سی‌دی + کتابچه) – نسخهٔ ژاپنی | نسخهٔ محدود سی (سی‌دی + کتابچه) – نسخهٔ ژاپنی |
| شماره                                      | نام                                        | مدت                                        |
| ------------------------------------------ | ------------------------------------------ | ------------------------------------------ |
| ۱.                                         | «خون، عرق، اشک»                            | ۳:۳۵                                       |
| ۲.                                         | «امروز نه»                                 | ۳:۵۲                                       |

## عوامل
جزئیات برگرفته از یادداشت‌های سی‌دی هرگز تنها راه نمی‌روی است.
- بی‌تی‌اس –  آواز
- «هیت‌من» بنگ –  ترانه‌سرایی
- آراِم –  ترانه‌سرایی
- شوگا –  ترانه‌سرایی
- جی-هوپ –  ترانه‌سرایی
- کیم دوهیون –  ترانه‌سرایی
- پی‌داگ –  ترانه‌سرایی، تهیه‌کنندگی، سینث‌سایزر، کیبورد، تنظیم آواز، تنظیم رپ، مهندسی ضبط
- کی‌ام-مارکیت –  ترانه‌سرایی (نسخهٔ ژاپنی)
- جونگ‌کوک –  کورس
- جیمین –  کورس
- جیمز اف. رینولدز –  مهندسی میکس

## جدول‌ها
| جدول (۱۷–۲۰۱۶)                                   | بالاترین موقعیت |
| ------------------------------------------------ | --------------- |
| کانادا (۱۰۰ تک‌آهنگ داغ کانادا)                   | ۸۶              |
| فرانسه (اس‌ان‌ئی‌پی)                                | ۱۶۸             |
| ژاپن (۱۰۰ آهنگ داغ ژاپن)                         | ۱۸              |
| ژاپن (۱۰۰ آهنگ داغ ژاپن) نسخهٔ ژاپنی              | ۱               |
| ژاپن (اوریکون) نسخهٔ ژاپنی                        | ۱               |
| تک‌آهنگ‌های هیت‌سیکر نیوزیلند (آرام‌ان‌زد)            | ۷               |
| فیلیپین (۱۰۰ آهنگ داغ فیلیپین)                   | ۸۲              |
| کرهٔ جنوبی (گائون)                                | ۱               |
| جدول تک‌آهنگ‌های مستقل بریتانیا (اوسی‌سی)           | ۴۷              |
| فروش ترانه‌های دیجیتال ملل ایالات متحده (بیلبورد) | ۱               |

| جدول (اکتبر ۲۰۱۶) | موقعیت |
| ----------------- | ------ |
| کرهٔ جنوبی (گائون) | ۶      |

| جدول (۲۰۱۶)       | موقعیت |
| ----------------- | ------ |
| کرهٔ جنوبی (گائون) | ۹۱     |

| جدول (۲۰۱۷)                         | موقعیت |
| ----------------------------------- | ------ |
| ژاپن (۱۰۰ آهنگ داغ ژاپن) نسخهٔ ژاپنی | ۲۷     |
| ژاپن (اوریکون) نسخهٔ ژاپنی           | ۲۲     |
| کرهٔ جنوبی (گائون)                   | ۷۳     |

## گواهی‌نامه‌ها و فروش‌ها
| منطقه                      | گواهی  | واحدهای گواهی‌شده/فروش‌ها |
| -------------------------- | ------ | ----------------------- |
| ژاپن (آرآی‌ای‌جی)            | پلاتین | ۳۱۰٬۲۷۶                 |
| بریتانیا (بی‌پی‌آی)          | نقره   | ۲۰۰٬۰۰۰                 |
| استریم                     |        |                         |
| ژاپن (آرآی‌ای‌جی)            | طلا    | ۵۰٬۰۰۰٬۰۰۰              |
| ژاپن (آرآی‌ای‌جی) نسخهٔ ژاپنی | نقره   | ۳۰٬۰۰۰٬۰۰۰              |

## تاریخچهٔ انتشار
| کشور  | تاریخ         | نسخه  | قالب(ها)              | ناشر(ها)               | منبع   |
| ----- | ------------- | ----- | --------------------- | ---------------------- | ------ |
| مختلف | ۱۰ اکتبر ۲۰۱۶ | کره‌ای | دانلود دیجیتال استریم | بیگ هیت انترتینمنت     | [ ۲ ]  |
| مختلف | ۱۰ مهٔ ۲۰۱۷    | ژاپنی | دانلود دیجیتال استریم | یونیورسال ویرجین دف جم | [ ۵ ]  |
| ژاپن  | ۱۰ مهٔ ۲۰۱۷    | ژاپنی | سی‌دی تک‌آهنگ           | یونیورسال ویرجین دف جم | [ ۵۰ ] |
| ژاپن  | ۱۰ مهٔ ۲۰۱۷    | ژاپنی | سی‌دی + دی‌وی‌دی         | یونیورسال ویرجین دف جم | [ ۵۱ ] |
| ژاپن  | ۱۰ مهٔ ۲۰۱۷    | ژاپنی | سی‌دی + کتابچه         | یونیورسال ویرجین دف جم | [ ۵۲ ] |

## واژه‌نامه
1. ↑  피 땀 눈물; Pi ttam nunmul
2. ↑  血、汗、涙; Chi, ase, namida
3. ↑  You Never Walk Alone